# Shenandoah (Wirginia)
Shenandoah – miasto w Stanach Zjednoczonych, w stanie Wirginia, w hrabstwie Page.